# Walter Waldhör
 (janvier 2022).
Walter Waldhör (né le 21 septembre 1968 à Kirchdorf an der Krems en Autriche) est un joueur de football autrichien.